# Jeghisze Ascatrian
Jegisze Tewosi Ascatrian (orm. Եղիշե Թևոսի Ասծատրյան, ros. Егише Тевосович Асцатрян, ur. 1914 we wsi Czartar w guberni jelizawietpolskiej, zm. 2008) – działacz partyjny i państwowy Armeńskiej SRR.

## Życiorys
W 1938 ukończył Zakaukaski Instytut Industrialny, był kierownikiem działu i zastępcą głównego inżyniera w kopalni w Donbasie, później głównym inżynierem trustu górniczego w Mongolii i doradcą Rady Ministrów Mongolii ds. przemysłu i budownictwa. Po powrocie został kierownikiem budowy zakładów aluminium w Erywaniu i następnie dyrektorem erywańskich zakładów aluminium, od 1944 należał do WKP(b). Od 1952 do kwietnia 1953 był sekretarzem Komitetu Okręgowego Komunistycznej Partii (bolszewików) Armenii/Komunistycznej Partii Armenii, później kierownikiem Wydziału Przemysłowo-Transportowego KC KPA, a od 1960 do grudnia 1962 przewodniczącym Armeńskiego Sownarchozu. Od grudnia 1962 do grudnia 1965 był przewodniczącym Komitetu Kontroli Partyjno-Państwowej KC KPA i Rady Ministrów Armeńskiej SRR i jednocześnie zastępcą przewodniczącego Rady Ministrów Armeńskiej SRR, od 23 grudnia 1965 przewodniczącym Komitetu Kontroli Ludowej Armeńskiej SRR, a od 12 lipca 1976 przewodniczącym Państwowego Komitetu Armeńskiej SRR ds. zaopatrzenia materiałowo-technicznego.

## Odznaczenia
- Order Czerwonego Sztandaru Pracy (ZSRR, 1958)
- Order Czerwonego Sztandaru Pracy (Mongolia)
- Order św. Mesropa Masztoca (Armenia, 2004)